# مخدریونی
مْخِدْریونی (گرجی: მხედრიონი) یک گروه شبه نظامی و سازمان جنایی در جمهوری گرجستان بود، که از سال ۱۹۹۵ غیرقانونی اعلام شد اما بعداً به عنوان حزب سیاسی اتحادیه میهن پرستان بازسازی شد.